# Obrne
Obrne – wieś w Słowenii, w gminie Bled. W 2018 roku liczyła 68 mieszkańców.